# Kościół św. Wojciecha w Kobiernie
Kościół świętego Wojciecha w Kobiernie – rzymskokatolicki kościół parafialny należący do parafii pod tym samym wezwaniem (dekanat Krotoszyn diecezji kaliskiej).
Jest to świątynia wzniesiona w latach 1881−1885 w stylu  neogotyckim. Budowla jest murowana, nieotynkowana, jednonawowa, charakteryzuje się z węższym i niższym prezbiterium od strony wschodniej, wieżą o spiczastym zwieńczeniu od strony zachodniej oraz dwoma zakrystiami i dwoma kruchtami. Dach kościoła jest pokryty czerwoną dachówką, z kolei wieża białą blachą. Dobrodziejem świątyni był ksiądz fundator Karol Ludwik Seliger, proboszcz w latach 1838−1868, a także parafia.
Budowę świątyni nadzorował jego następca ks. Leonard Wilhelm Sprenger, proboszcz w latach 1868−1895. Natomiast wykończeniem wnętrza kościoła zajął się kolejny następca ks. prof. Onufry Jaworski, proboszcz w latach 1895−1916. Wyposażenie wnętrza reprezentuje styl neogotycki. Elementami wyposażenia są m.in. ołtarz główny i dwa ołtarze boczne.